# Oidaematophorus mauritius
Oidaematophorus mauritius là một loài bướm đêm thuộc họ Pterophoridae. Nó được biết đến ở Mauritius.